# Porte de Montmartre
Ne doit pas être confondu avec Porte Montmartre.
La porte de Montmartre est une porte de Paris, en France, située dans le 18e arrondissement.

## Situation et accès
La porte de Montmartre est une petite porte de Paris située à 500 m à l'ouest de la porte de Clignancourt et 500 m à l'est de la porte de Saint-Ouen. Datant de la période de l'enceinte de Thiers, elle se trouve sur le boulevard Ney, à la jonction avec la rue du Poteau et l’avenue de la Porte-de-Montmartre.
La porte de Montmartre ne donne pas accès au périphérique. Cette caractéristique permet une liaison facile entre Paris et la commune limitrophe, en l'occurrence Saint-Ouen, à pied ou à vélo. Malgré la présence d'un pont, la coupure urbaine du périphérique est du coup plutôt contenue contrairement à un certain nombre d'autres entrées dans Paris.
Elle est desservie par la ligne 3b du tramway d'Île-de-France à la station Angélique Compoint.
La porte était autrefois desservie par la ligne de tramway Enghien - Trinité.

## Historique

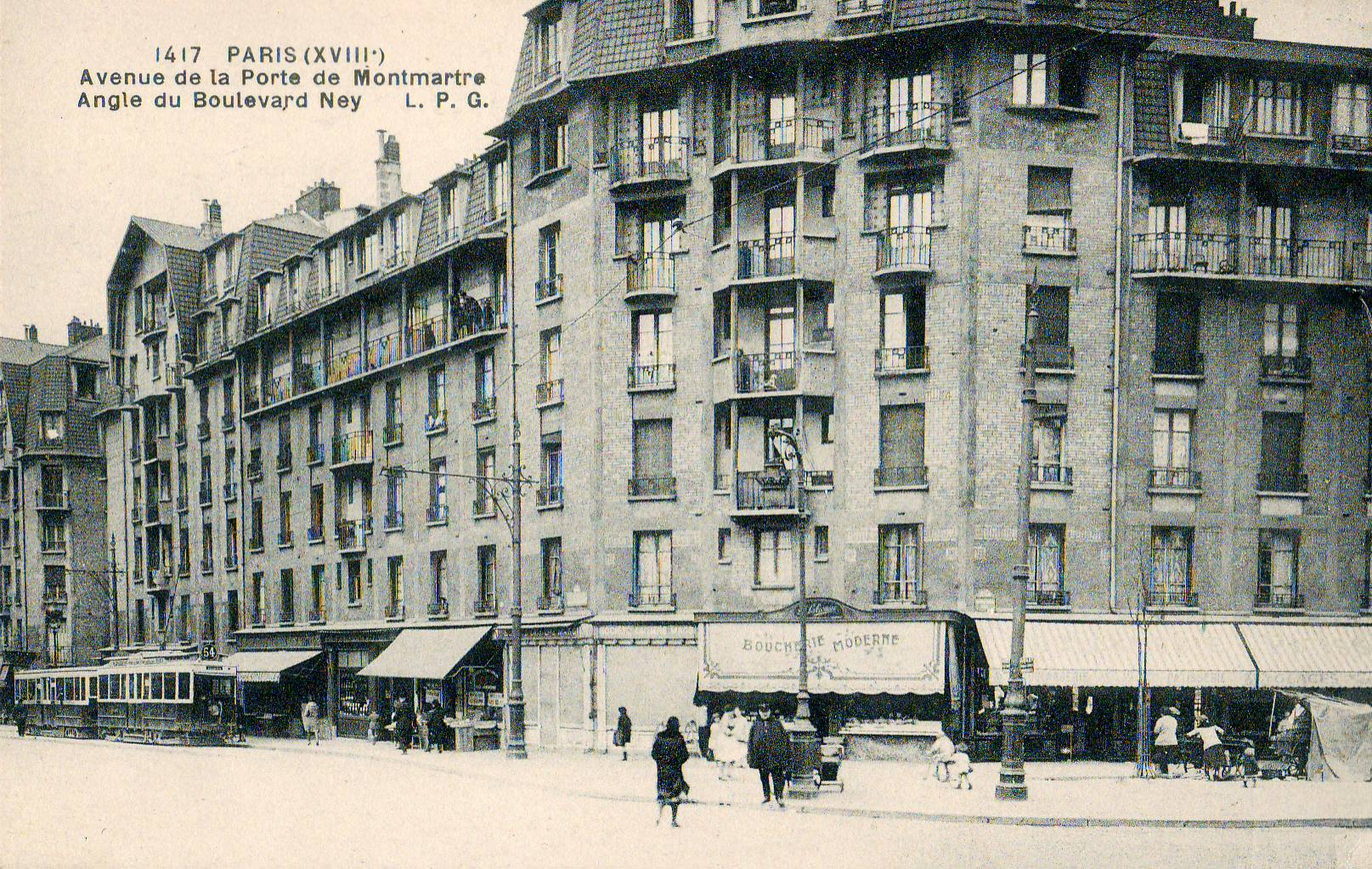
Un tramway Enghien - Trinité durant l'entre-deux-guerres, à l'angle de l’avenue de la Porte-de-Montmartre et du boulevard Ney, devant les habitations à bon marché (HBM) de la Ville de Paris.

## Bâtiments remarquables et lieux de mémoire
La porte de Montmartre est un quartier d'habitations à loyer modéré, datant des années 1920 et de la construction du programme des habitations à bon marché (HBM). Elle est proche de l'hôpital Bichat et du marché aux puces de Saint-Ouen. C'est d'ailleurs à la porte de Montmartre que prend place le carré des biffins, lieu d'espace de vente solidaire d'objets de récupération, qui vit en parallèle du marché et perpétue la tradition historique des puces.